# Hadija Haruna-Oelker

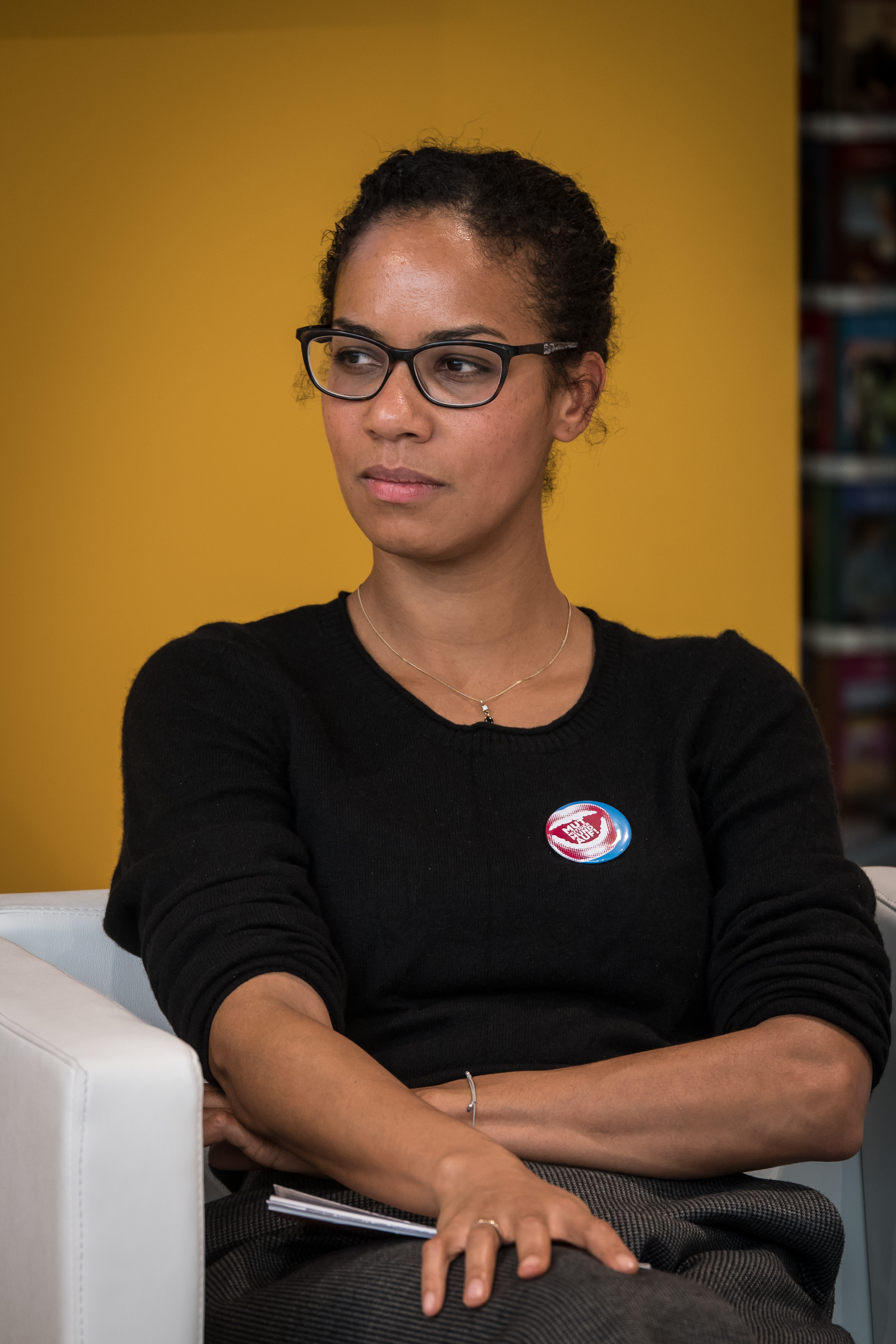
Hadija Haruna-Oelker auf der Frankfurter Buchmesse 2017

Hadija Haruna-Oelker (* 1980) ist eine deutsche Journalistin, Moderatorin und Autorin.

## Leben
Haruna-Oelker wuchs als Tochter einer deutschen Mutter und eines ghanaischen Vaters auf. Sie studierte nach dem Abitur an der Schillerschule Frankfurt von 2000 bis 2006 Politikwissenschaften an der Goethe-Universität Frankfurt am Main mit den Nebenfächern Volkswirtschaftslehre, Afrikanistik und Soziologie. Anschließend war sie wissenschaftliche Mitarbeiterin am Lehrstuhl für politische Soziologie in Frankfurt mit Schwerpunkt Entwicklungsländerforschung sowie am Lehrstuhl der Soziologie mit Schwerpunkt Migrationsforschung. Von 2008 bis 2009 absolvierte sie die Berliner Journalisten-Schule. Von 2014 bis 2015 ließ sie sich am Institut für Moderation (imo) an der Hochschule der Medien in Stuttgart zur Moderatorin ausbilden.
Als freie Journalistin arbeitet Hadija Haruna-Oelker seit 2008 für den Hessischen Rundfunk (Der Tag (hr2 Kultur und hr-info), You FM und hr3). Außerdem schreibt sie seit 2020 eine monatliche Kolumne für die Frankfurter Rundschau und verfasst Beiträge für das „Politische Feuilleton“ in Deutschlandfunk Kultur. Sie schrieb früher u. a. für den Tagesspiegel, Die Zeit und fluter – Magazin der Bundeszentrale für politische Bildung. Seit 2023 hostet sie zusammen mit dem Autor Max Czollek den Podcast „Trauer und Turnschuh“ des S.Fischer Verlages.
Während ihres Studiums arbeitete Hadija Haruna-Oelker für das Frankfurter Stadtmagazin FRIZZ und Planet Radio (Hit Radio FFH). Schwerpunkte ihrer Arbeit sind Jugend, Soziales, Migration, Rassismusforschung und Themen der Schwarzen Diaspora in Deutschland. Haruna-Oelker publiziert und hält auch Vorträge zu ihren Schwerpunktthemen. Sie moderiert Paneldiskussionen, Fachkonferenzen und Tagungen für unterschiedliche Auftraggeber – wie zum Beispiel die Römerberggespräche in Frankfurt am Main, das Format StreitBar in der Bildungsstätte Anne Frank in Frankfurt oder die Feministische Presserunde der Heinrich-Böll-Stiftung. Sie bietet Workshops im Bereich Macht der Sprache und (kritischer) Journalismus mit Schwerpunkt Migration und Flucht für Medienschaffende an. Für die Bundeszentrale für politische Bildung schrieb sie u. a. 2015 einen Artikel über den Flüchtling und Intensivstraftäter Yehya E., dessen Geschichte auch im Dokumentarfilm Gangsterläufer von Christian Stahl verfilmt wurde.
Das weithin mit Beifall bedachte Gedicht The Hill We Climb von Amanda Gorman wurde 2021 von Haruna-Oelker, Kübra Gümüşay und Uda Strätlin für den Verlag Hoffmann und Campe ins Deutsche übersetzt. Haruna-Oelker und Gümüşay hatten vorher niemals Bücher übersetzt, während Strätlin Übersetzerin ist. Der Spiegel ordnete den Vorgang als eine „praktische Auswirkung der Identitätspolitik auf den Literaturbetrieb“ ein. Haruna-Oelker selbst sagte dazu im Deutschlandfunk: „Amanda Gorman ist eine besondere Frau, die ein multiperspektivisches Verständnis von Mehrfachdiskriminierung mitbringt. (...) Wir setzen auf diesen Ton und genau deshalb wurden wir angefragt. Deshalb habe ich zugesagt.“
Haruna-Oelker ist zudem in der Initiative Schwarze Menschen in Deutschland (ISD) und im Journalistennetzwerk Neue Deutsche Medienmacher*innen (NdM) aktiv.
Ihr Buch Die Schönheit der Differenz. Miteinander anders denken (btb Verlag 2022) war für den Preis der Leipziger Buchmesse 2022 in der Sparte Sachbuch nominiert.
Im Oktober 2024 erschien ihr zweites Buch Zusammensein – Plädoyer für eine Gesellschaft der Gegenseitigkeit.

## Auszeichnungen
- Sonderpreis „Medienspiegel“ für transparenten Journalismus 2021  (für ihr gemeinsames Deutschlandfunk-Feature   „Dekolonisiert euch! Die Öffentlich-Rechtlichen und die Migrationsgesellschaft“ zusammen mit Lorenz Rollhäuser)
- Kurt-Magnus-Preis (1. Preis, 2015)[12]
- Kausa-Medienpreis (2. Preis in der Kategorie Hörfunk (Audio), 2012)[13]

## Publikationen (Auswahl)
- Zusammensein – Plädoyer für eine Gesellschaft der Gegenseitigkeit, btb Verlag, München 2024, ISBN 978-3-442-75947-7
- Die Schönheit der Differenz. Miteinander anders denken, btb Verlag, München 2022, ISBN 978-3-442-75946-0
- Denise Bergold-Caldwell, Laura Digoh, Hadija Haruna-Oelker (Hrsg.): Spiegelblicke: Perspektiven Schwarzer Bewegung in Deutschland. 2016, ISBN 978-3-944666-23-5
- Wir müssen uns dem Mainstream nicht anschließen. Text über konfliktsensitiven Journalismus, Migrationsberichterstattung und die Verantwortung von Medienmachern. In: Zwischen den Fronten: Grenzen neutraler Berichterstattung. Herausgeber: Deutsche Welle und das Instituts für Auslandsbeziehungen, 2014
- Leitfaden für einen rassismuskritischen Sprachgebrauch. Herausgeber: AntiDiskriminierungsBüro Köln, 2014
- Perspektiven auf Schwarze Bewegung in Deutschland. Einführungstext in: Also by Mail von Olumide Popoola, ein Theaterstück in englischer Sprache, Witnessed Reihe Band 2, Edition Assemblage, 2013
- Artikel in der Frankfurter Rundschau
- Artikel in der Zeit
- Artikel im Tagesspiegel
- Artikel im fluter
- Trauer und Turnschuh. Podcast mit Max Czollek